# 是敢的
《是敢的》（英語：It's Courage）是由奇妙電視有限公司製作的清談節目，由梁梓禧主持。節目邀請曾經遇上逆境的香港演員／名人分享心路歷程。節目共有兩輯，第一輯由2018年4月1日起（香港時間）逢星期日20:00-20:25，放「奇妙電視中文台」播映；第二輯由2020年4月5日起（香港時間）逢星期日20:30-21:30，於香港開電視播映。

## 每集內容

### 第一輯
| 集數 | 播映日期      | 訪問嘉賓 |
| 01   | 2018年4月1日  | 黄德斌   |
| 02   | 2018年4月15日 | 寶佩如   |
| 03   | 2018年4月22日 | 郭偉亮   |
| 04   | 2018年4月29日 | 彭家麗   |
| 05   | 2018年5月6日  | 尹天照   |

### 第二輯
| 集數 | 播映日期      | 訪問嘉賓 |
| 01   | 2020年4月5日  | 張達明   |
| 02   | 2020年4月12日 | 楊思琦   |
| 03   | 2020年4月19日 | 姜皓文   |
| 04   | 2020年4月26日 | 林奕匡   |
| 05   | 2020年5月3日  | 袁富華   |
| 06   | 2020年5月10日 | 鍾麗淇   |
| 07   | 2020年5月18日 | 敖嘉年   |
| 08   | 2020年5月24日 | 盧巧音   |
| 09   | 2020年6月7日  | 張松枝   |
| 10   | 2020年6月14日 | 關寶慧   |
| 11   | 2020年6月21日 | 錢小豪   |
| 12   | 2020年6月28日 | 羅霖     |
| 13   | 2020年7月5日  | 雷有輝   |